# نازاري (البرتغال)
نازاري (بالبرتغالية: Nazaré‏) هي بلدية في منطقة أويستي ومقاطعة ليريا، في مقاطعة إستريمادورا التاريخية في البرتغال.
تعد بلدية نازاري واحدة من أشهر المنتجعات الساحلية في سيلفر كوست ( كوستا دا براتا). بلغ عدد السكان في عام 2011 15,158 نسمة،  في مساحة 82.43   كيلومتر مربع.  رئيس البلدية الحالي هو والتر تشيتشارو، وقد انتخب من قبل الحزب الاشتراكي البرتغالي.
تتكون المدينة من ثلاثة أحياء : برايا (على طول الشاطئ)، سيتيو (قرية قديمة تقع على قمة جرف) وبيديرنيرا (قرية قديمة أخرى تقع على قمة تل). ترتبط كل من برايا وسيتيو بواسطة سكة حديد معلقة.

## أصل التسمية
أصل الاسم نازاري يأتي من الترجمة البرتغالية لاسم مدينة الناصرة في الأراضي المقدسة الذي تم ذكره في التوراة.

## السياحة

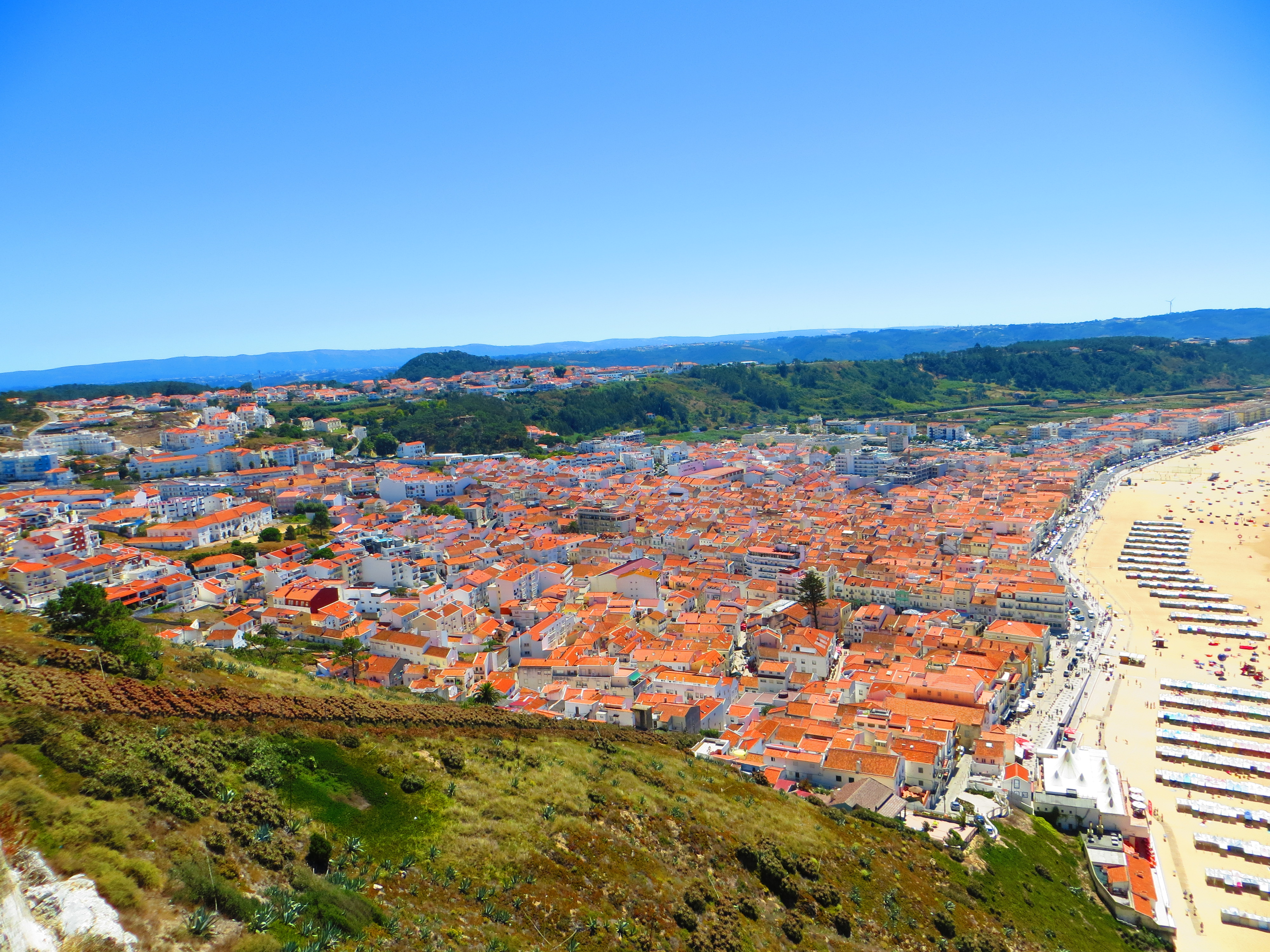
منظر بانورامي للمدينة

تعد نازاري منطقة ذات جذب سياحي، حيث أعلنت عن نفسها كقرية ساحلية خلابة ذات إشعاع دولي.
تقع المنطقة على ساحل المحيط الأطلسي، ولها شواطئ رملية شاسعة (يعتبرها البعض من بين أفضل الشواطئ في البرتغال)، كما تشهد توافد الكثير من السياح في فصل الصيف. كانت المدينة معروفة بأزياءها التقليدية التي يرتديها الصيادون وزوجاتهم الذين كانوا يرتدون الحجاب التقليدي والمآزر المطرزة على سبعة تنانير من الفانيلا بألوان مختلفة. هذه الفساتين لا زالت منتشرة إلى حد الآن.

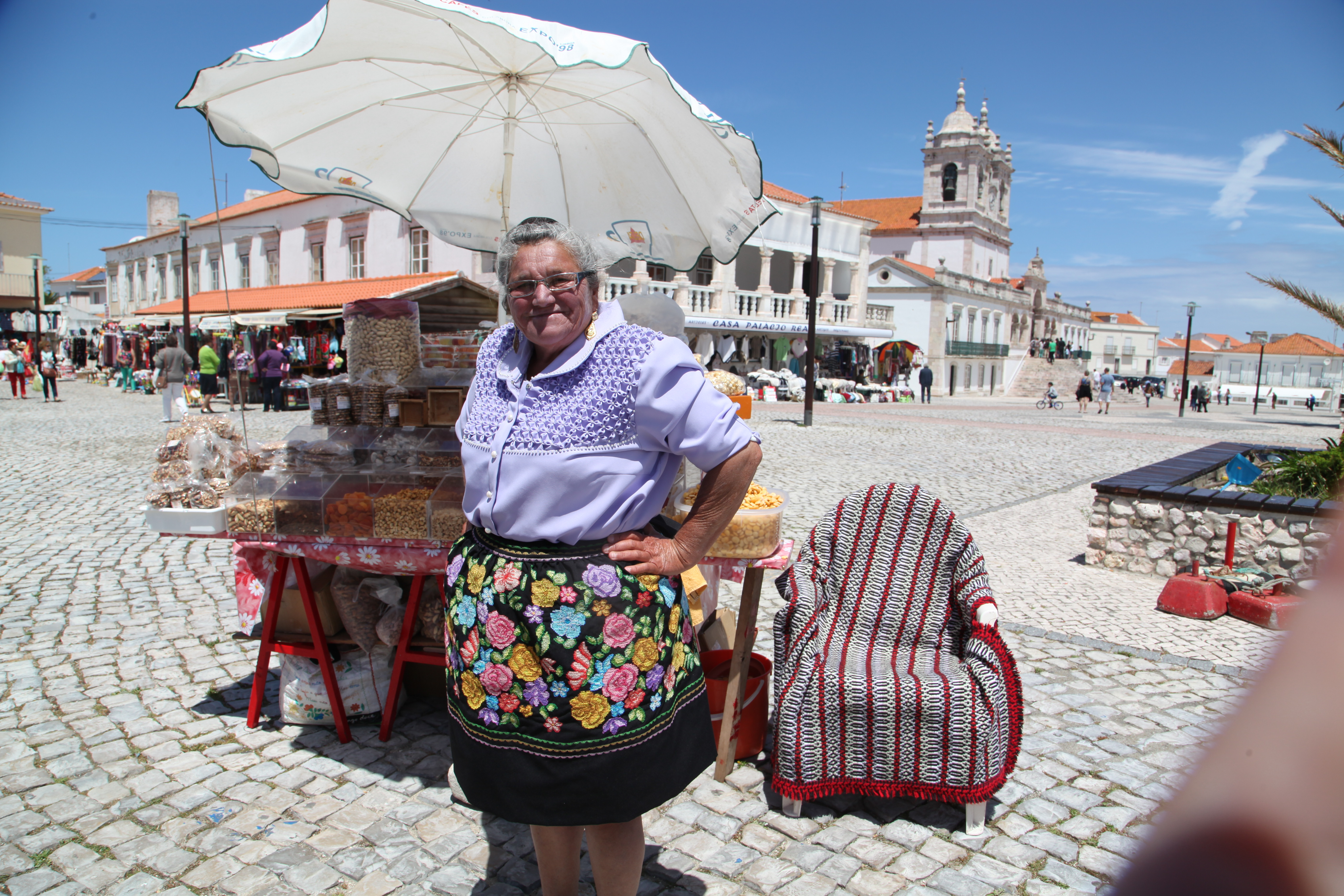
امرأة من نازاري وهي ترتدي التنانير التقليدية.

## علاقات دولية
لمدينة نازاري علاقة توأمة مع :
- بطليوس، إكستريمادورا، إسبانيا
- نوجنت سور مارن، فال دي مارن، فرنسا
- كابريتون، لاندز، فرنسا